# Strande
Strande is een gemeente in de Duitse deelstaat Sleeswijk-Holstein, en maakt deel uit van de Kreis Rendsburg-Eckernförde.
Strande telt 1.515 inwoners.

## Geschiedenis

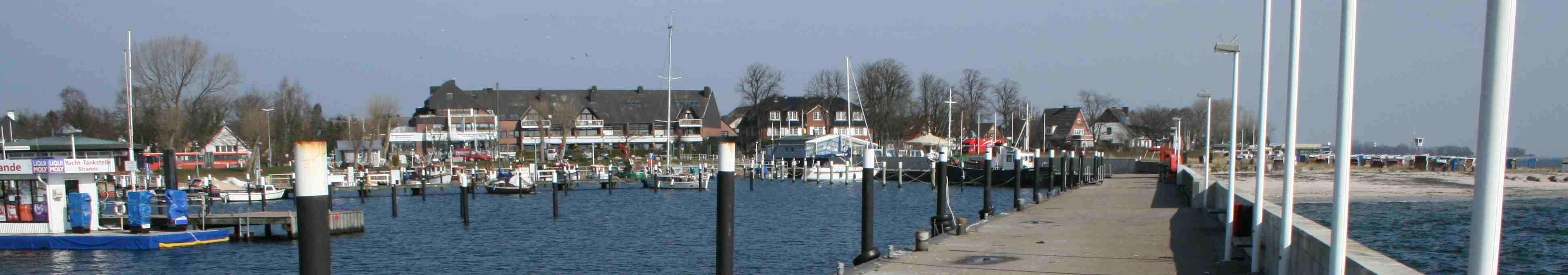
Haven

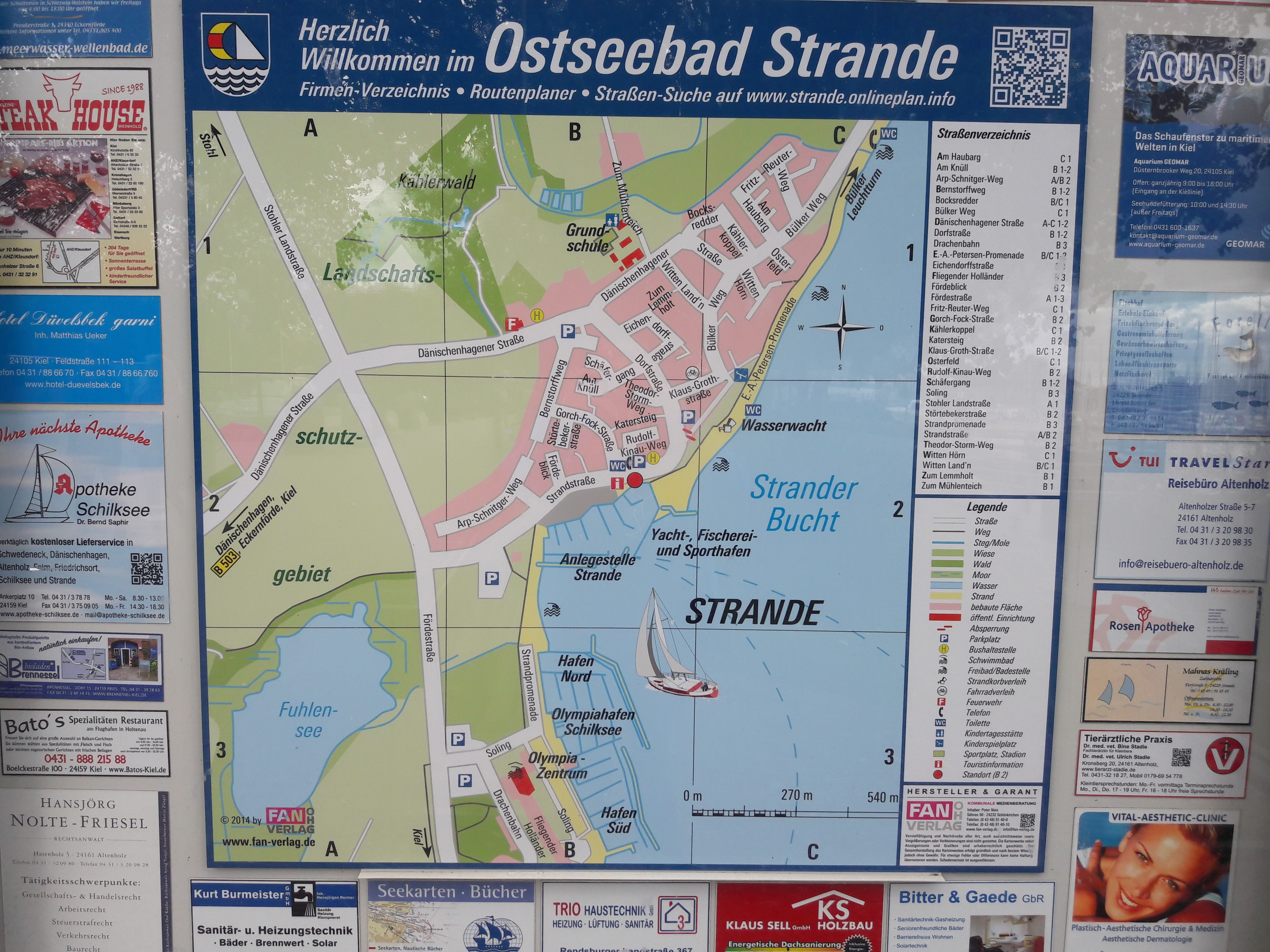
Kaart

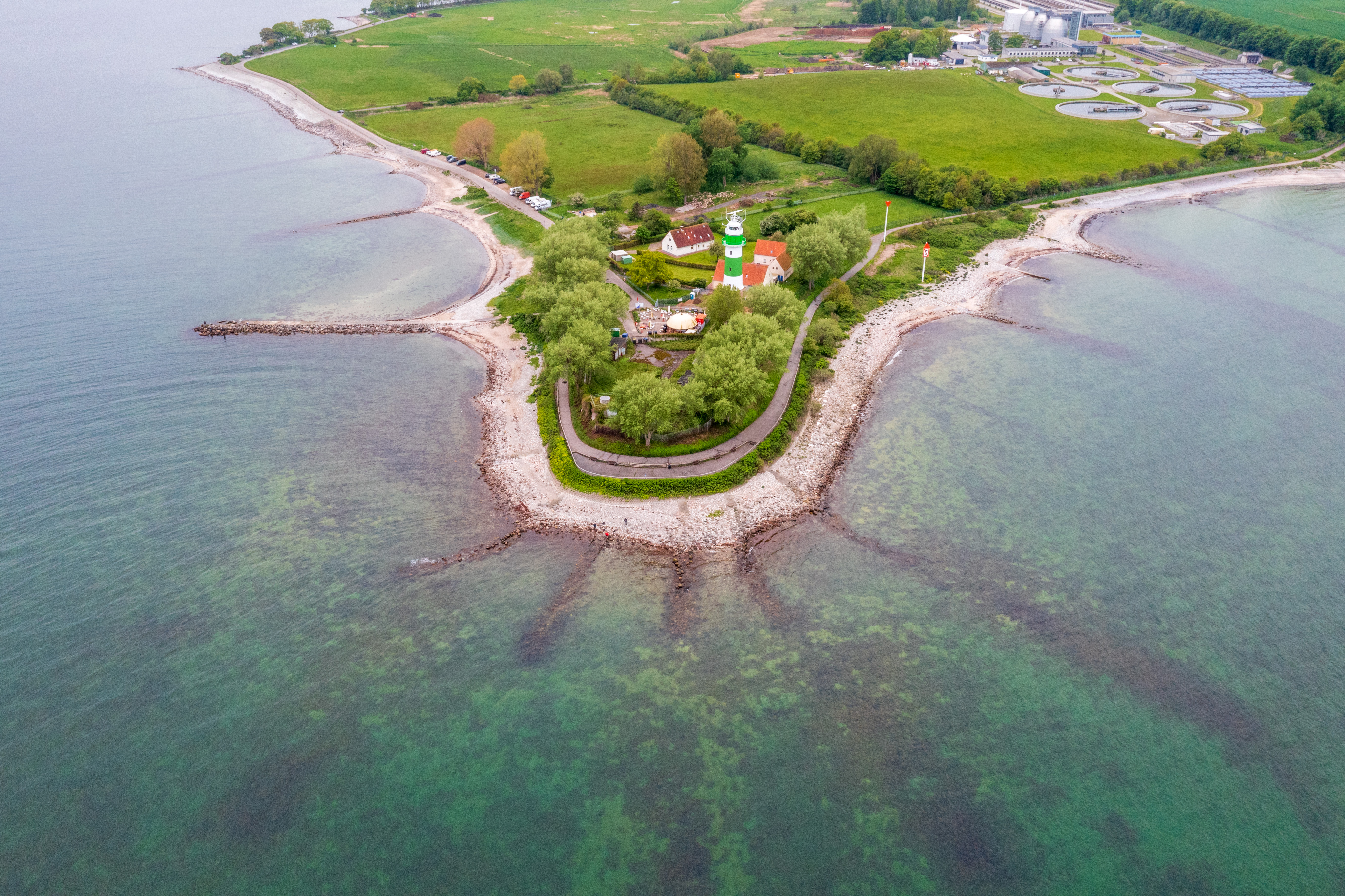
Strande met vuurtoren

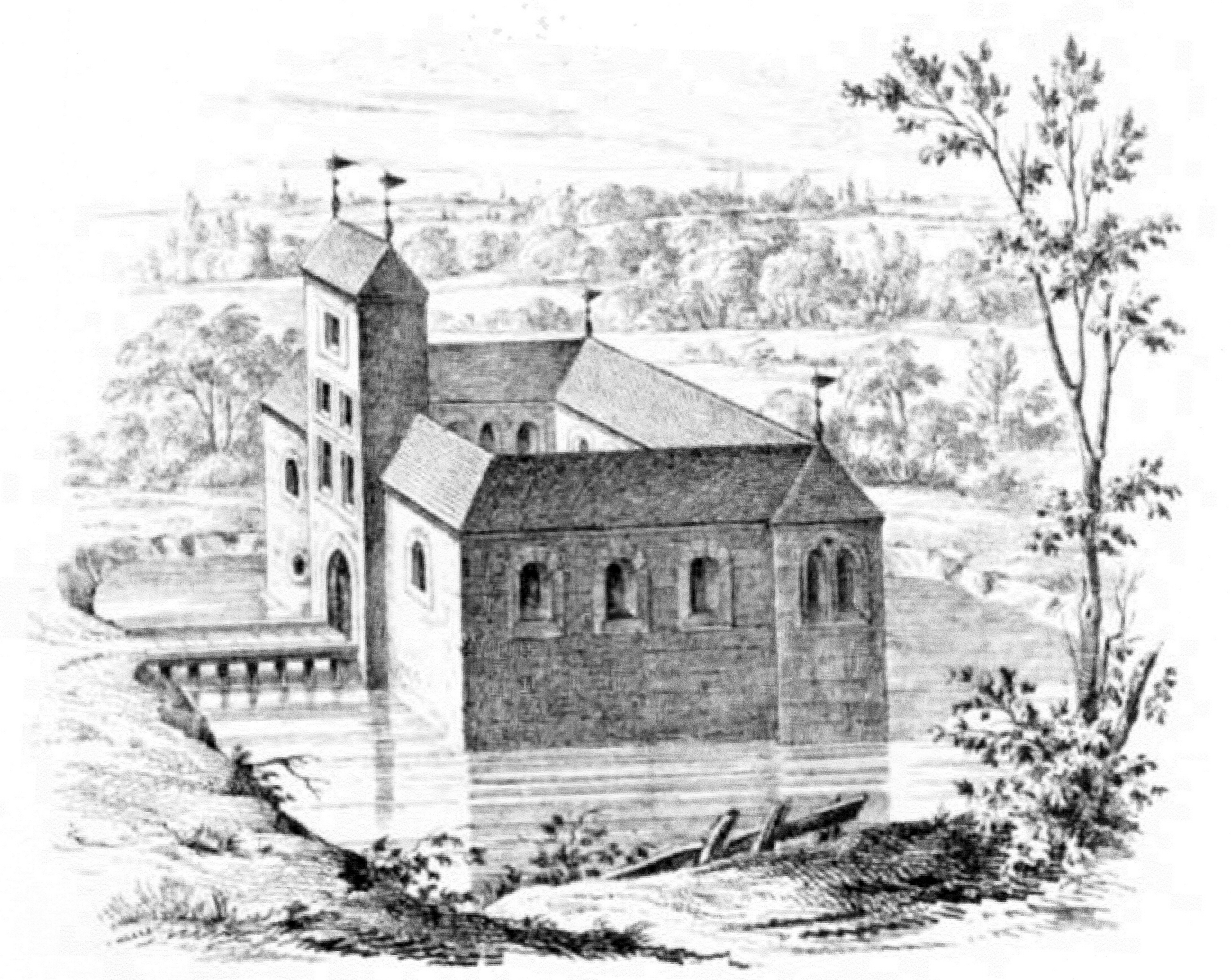
Gravure Schloss Bülk

Het oostelijke Deense Wohld was rond het jaar 1000 een dicht bos welk door de Saksen "Isarnhoe" of het ijzeren bos werd genoemd. De naam Strande wordt voor het eerst genoemd in 1353, toen de ridder Ivan von Reventlo zijn kasteel "hof zu Bülleke" en vier woningen aan het strand verkocht. Bulleke (kleine heuvel) werd later Bülk. In de 16e eeuw werd Strande voor het eerst in kerkboeken vernoemd. 
De adellijke familie Rantzau was in de 15e eeuw eigenaar van de landgoederen Güter Bülk en Knoop. Heinrich Rantzau (1571) erfde later de goederen Güter Bülk, Scharrenhagen (Scharnhagen), het dorp Eichhoff (Eckhof), het dorp Neuen Bülk en het dorp Strande.
Op 26 september 1934 werd Strande een zelfstandige gemeente.

## Bezienswaardigheden
- Stranden
- Jachthaven
- Het strandsculpturenpad van beeldhouwer Jörg Plickat (1954) op de noordelijke Bülkerweg
- De Bülk vuurtoren op de noordoostelijke punt is de oudste vuurtoren op de Kieler Fjord
- Waterzuiveringsinstallatie Bülk - Klärwerk Bülk
- Beperkte overblijfselen van de burcht Schloss Bülk gelegen tussen de Bülker kustweg en Alt-Bülk

## Trivia
Volgens een oude saga had de piraat Claus Störtebeker een schuilplaats in het kasteel bij Bülk